# 硝酸氧化银
硝酸氧化银，是一种银化合物，分子式可表示为Ag6O8·AgNO3。在Ag6O8骨架中存在两种孔穴，分别包含Ag+和NO3-。在1.0K以下为超导体。
由于含有AgⅢ，因此它是强氧化剂。可由电解硝酸银水溶液在阳极上氧化，或者臭氧处理硝酸银溶液得到。